# Andrew Litton
Andrew Litton, född den 16 maj 1959 i New York, är en amerikansk dirigent och pianist. 
Andrew Litton började ta pianolektioner vid fem års ålder. Han studerade först på Fieldston School i New York och avlade bachelor- och mastergrad i dirigering och piano på Juilliard School. År 1982 var han en av tidernas yngsta vinnare av BBC:s internationella dirigenttävling. 
Från 1988 till 1994 var han chefsdirigent och konstnärlig rådgivare för Bournemouths symfoniorkester. Han utgav 14 CD-inspelningar med orkestern, och mottog en Grammy 1997 för sin version av Waltons Belshazzar’s Feast. 
Från 1994 till 2006 var han musikalisk ledare och dirigent vid Dallas symfoniorkester. Från 2003 till 2015 var han chefsdirigent för Bergen filharmoniske orkester. Han är också konstnärlig ledare av Minnesota Orchestras sommarfest.

## Priser och utmärkelser
- Hedersdoktorsgrad från University of Bournemouth
- Sanfordmedaljen från Yale University
- Elgar Society Medal